# Appelpop
Appelpop is een tweedaags popfestival dat jaarlijks in Tiel, in de Nederlandse provincie Gelderland, georganiseerd wordt door Stichting Muziekstad Tiel (SMT). Het is het grootste gratis muziekfestival van Nederland en vindt telkens in het tweede weekend van september op vrijdag en zaterdag plaats op de Waalkade.

## Geschiedenis

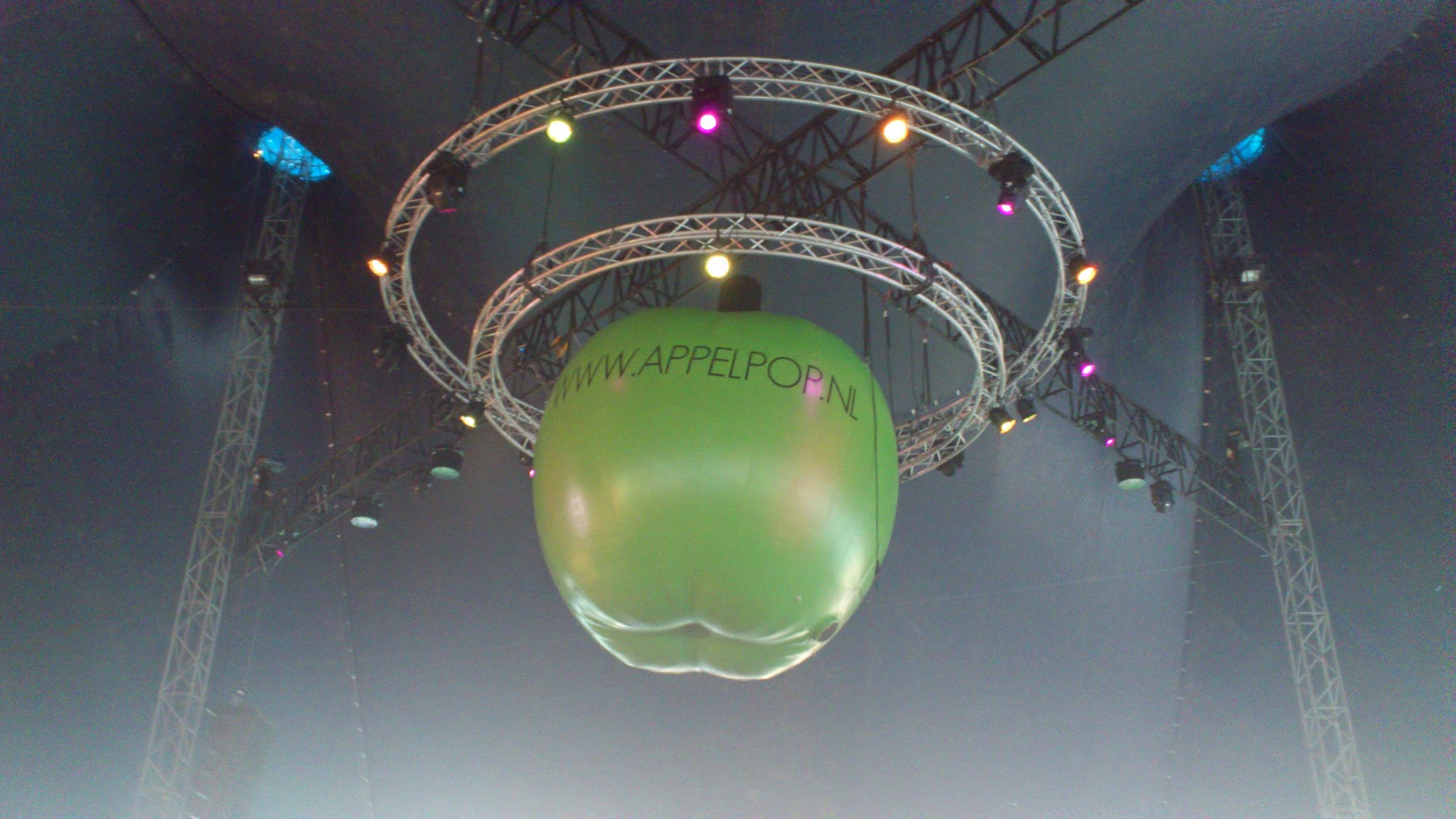
Logo

Wat ooit begon als een extraatje tijdens het Fruitcorso in 1992 groeide uit tot een professioneel, op zichzelf staand festival met nationale bekendheid. De reacties van publiek en pers waren enthousiast en de organisator beantwoordde de roep om herhaling. Vanaf 2014 vindt het Fruitcorso plaats in het derde weekend van september, Appelpop bleef programmeren in het tweede weekend van september.
De megatent, als huisvesting voor het hoofdpodium, werd in 1999 geïntroduceerd. In 2001 trok Appelpop naar schatting ongeveer 30.000 bezoekers, verspreid over twee dagen. In 2009 is de tent van het tweede podium vervangen door een openluchtpodium om meer bezoekers zicht op het podium te gunnen. In 2009 werden, mede dankzij een groter terrein en betere indeling, ongeveer 170.000 bezoekers geteld.
In 2020 en 2021 is Appelpop niet doorgegaan, als gevolg van de coronacrisis. In 2022 bestond de line-up volledig uit Nederlandse acts om nieuwe talenten alle ruimte te bieden.

### Bands door de jaren heen

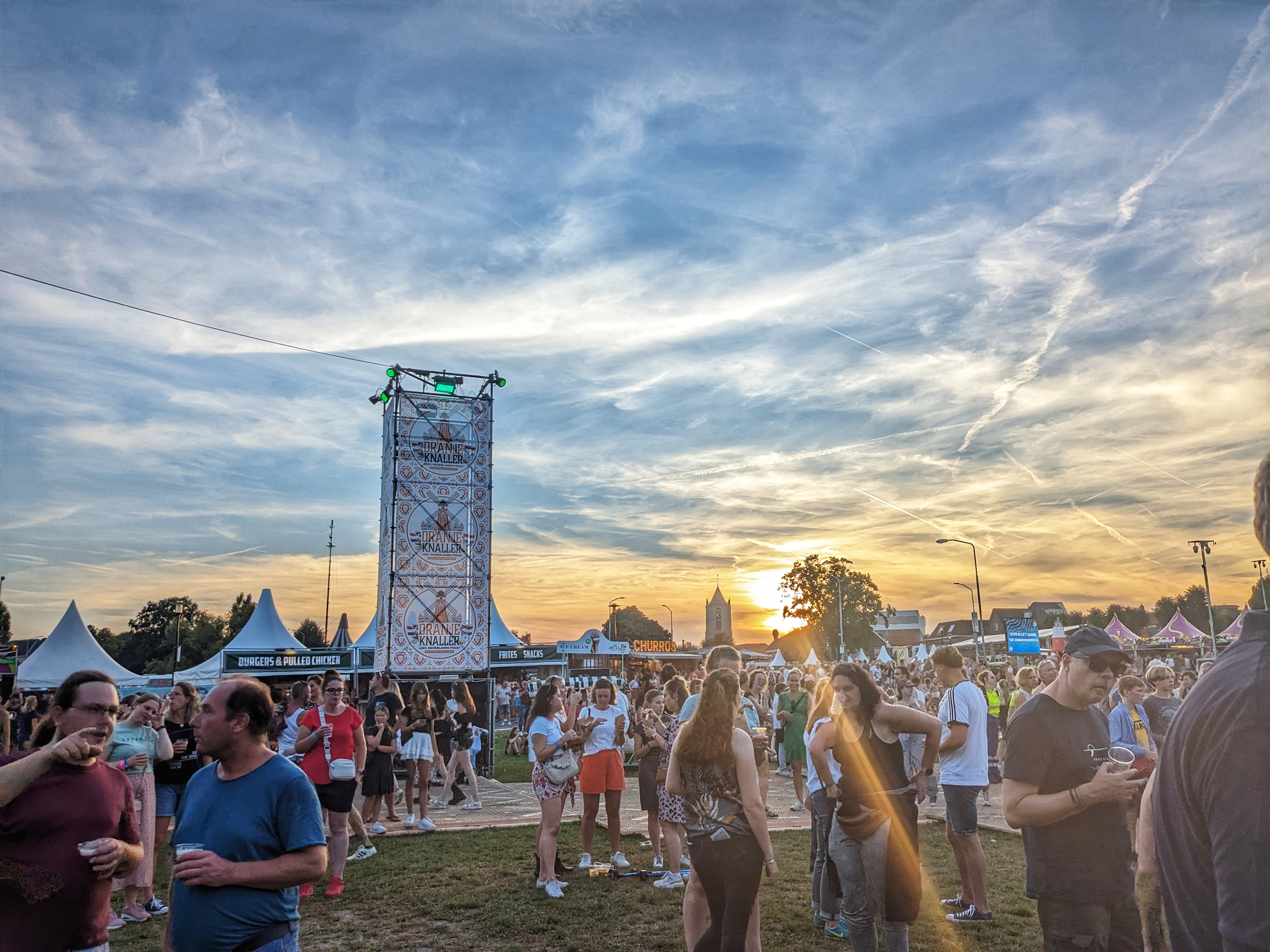
Appelpop 2023

Appelpop trekt ieder jaar acts van Nederlandse bodem. Zo zijn bijvoorbeeld VanVelzen, BLØF, Caro Emerald, Blaudzun, Nielson, Jett Rebel, Kensington, DeWolff, Typhoon, Kraantje Pappie, De Staat, Skip&Die, Di-rect, Thomas Azier, Dotan, Chef'Special, John Coffey, Racoon en Golden Earring langsgekomen.

## Programmering
Het festival kenmerkt zich door de brede programmering: verspreid over drie podia staan popartiesten, alternatieve muziek en beginnende (regionale) bands. Alle artiesten in onderstaand overzicht zijn Nederlands, tenzij anders aangegeven.

### 2025
| Vrijdag 12 en zaterdag 13 september | Kensington, Guus Meeuwis, Davina Michelle, Chef'Special, Kraantje Pappie, Claude, Prins S. en De Geit, Hannah Mae, Maan, Rolf Sanchez, MEAU, Russo, Nick Schilder, Bente, Hang Youth, Baby Lasagna, Hiqpy, Jorieke Sterken + Band, Luna, Wodan Boys, Zoë Livay, The Vices, The Kik, Claw Boys Claw, Ramkot, Lenny Monsou, Nachtdienst, Muyayo Rif, Naft, Taxitaxi, Radio Wegbrand, 90's NOW, Only 10's, Obnoxious, Jet van der Steen |

### 2024
|                       | Main stage                                                                    | Go-Tan stage                                                           | Covebo stage                                                                                            |
| --------------------- | ----------------------------------------------------------------------------- | ---------------------------------------------------------------------- | --- |
| Vrijdag 13 september  | Sera Rondé Froukje Di-rect                                                    | Numidia Go_A Sef & Het Salvador Ensemble                               | Retro Deluxe Lola Cedès Anna-Rose Clayton 80's verantwoord Chibi Ichigo                                 |
| Zaterdag 14 september | Roxy Dekker Douwe Bob Merol Suzan & Freek Son Mieux De Jeugd van Tegenwoordig | Mula B Quique Roxeanne Hazes Thijs Boontjes Dans- en Showorkest Claude | De gang van zaken Hiqpy Zoë Livay The Indien Hollandse hitte Radio Wegbrand Frans Duijts Zer00’s Heroes |

### 2023
|                      | Main stage                                                    | Go-Tan stage                                            | Blossom stage                                                                                  |
| -------------------- | ------------------------------------------------------------- | ------------------------------------------------------- | ---------------------------------------------------------------------------------------------- |
| Vrijdag 8 september  | Jaap Reesema Rolf Sanchez BLØF Maan                           | Bente Blanks DeWolff                                    | Turmoil Elephant 90’s NOW Nobu Zer00’s Heroes                                                  |
| Zaterdag 9 september | Nielson Joost The Dirty Daddies Krezip Racoon Kraantje Pappie | Go_A Hang Youth John Coffey Prins S. en De Geit My Baby | Wodan Boys Personal Trainer Yīn Yīn Retro Deluxe Tante Joke Karaoke Band GoTu Jim 30 Something |

### 2022
|                       | Main stage                                                                | Go-Tan stage                                       | Rabo stage |
| --------------------- | ------------------------------------------------------------------------- | -------------------------------------------------- | --- |
| Vrijdag 9 september   | Emma Heesters Rondé Guus Meeuwis Davina Michelle                          | Diggy Dex Joost Merol                              | Sophie Straat WIES De Klapperfabriek Fata Boom Singlefeestje                                                          |
| Zaterdag 10 september | Antoon Son Mieux Suzan & Freek Goldband DI-RECT De Jeugd van Tegenwoordig | MEAU S10 Jungle by Night Froukje The Dirty Daddies | Velveteen Rabbit Beachdog Cloudsurfers The Vices Pip Blom 80's verantwoord Thedean Prins S. en De Geit Zer00's Heroes |

### 2019
|                       | Main stage                                                                       | Go-Tan stage                                             | Rabo stage                                                                                          |
| --------------------- | -------------------------------------------------------------------------------- | -------------------------------------------------------- | --------------------------------------------------------------------------------------------------- |
| Vrijdag 13 september  | Danny Vera Maan Racoon De Staat                                                  | Son Mieux Navarone Rowwen Hèze                           | Inhaler Merol                                                                                       |
| Zaterdag 14 september | Davina Michelle Douwe Bob Ilse DeLange Nielson Within Temptation Kraantje Pappie | Suzan & Freek Indian Askin Thomas Azier Muyayo Rif Rondé | Deposit Tape Toy Mozes and the Firstborn EUT Club Bizarre Kuenta Superstijl Tante Joke Karaoke Band |

### 2018
|                      | Main stage                                                    | Go-Tan stage                                                          | Rabo stage |
| -------------------- | ------------------------------------------------------------- | --------------------------------------------------------------------- | --- |
| Vrijdag 7 september  | Lil' Kleine Miss Montreal BLØF                                | Michelle David & The Gospel Sessions My Baby                          | Traudes Lucas & Steve Fata Boom De Likt                                                                          |
| Zaterdag 8 september | Wulf Waylon Haevn Kraantje Pappie Golden Earring Chef'Special | Big2 Johan DeWolff Jacqueline Govaert Ronnie Flex & Deuxperience Band | Spark of Sanity Canshaker Pi The Overslept Jeangu Macrooy Naaz Evil Empire Orchestra Rondé Yungblud Birth of Joy |

### 2017
|                      | Hoofdpodium                                                                    | Go-Tanpodium                                                                 | McBlossompodium                                                                      |
| -------------------- | ------------------------------------------------------------------------------ | ---------------------------------------------------------------------------- | ------------------------------------------------------------------------------------ |
| Vrijdag 8 september  | Ronnie Flex & Deuxperience Band Kensington La Pegatina                         | Sue the Night Rondé                                                          | Star On Stage Mustii Coely Jonna Fraser                                              |
| Zaterdag 9 september | Broederliefde Nielson Triggerfinger Racoon Tom Odell De Jeugd van Tegenwoordig | The Kik met blazers en strijkers Gallowstreet Kraantje Pappie Bazart DI-RECT | Vokatus Bartek The Charm The Fury Teske Vant Kadavar Boef Donnie Sevn Alias Navarone |

### 2016
|                       | Hoofdpodium                                                                                      | Go-Tanpodium                                           | McBlossompodium                                                                                       |
| --------------------- | ------------------------------------------------------------------------------------------------ | ------------------------------------------------------ | --- |
| Vrijdag 9 september   | Haevn Marco Borsato Crystal Fighters                                                             | Fresku Fiddler's Green                                 | Wish to Be a Star BB'87 July Talk De Likt Drive Like Maria                                            |
| Zaterdag 10 september | Lil' Kleine & Ronnie Flex Douwe Bob De Jeugd van Tegenwoordig De Staat Guus Meeuwis Chef'Special | John Coffey Lucas Hamming Causes Alex Vargas Balthazar | Spool Jeangu Macrooy Indian Askin Birth of Joy Peter Pan Speedrock Thijs Boontjes Dans- en Showorkest |

### 2015
|                       | Hoofdpodium                                            | Go-Tanpodium                                              | Blossompodium                                                                                            |
| --------------------- | ------------------------------------------------------ | --------------------------------------------------------- | --- |
| Vrijdag 11 september  | Dio Dotan Anouk                                        | Kovacs Yellow Claw                                        | Blackstroke Sue the Night Moke                                                                           |
| Zaterdag 12 september | Douwe Bob Waylon La Pegatina Racoon Kensington Typhoon | Birth of Joy Causes Mr. Polska Blood Red Shoes Jett Rebel | Wish to Be a Star The Brahms Kenny B Talisco The Deaf Intergalactic Lovers New Valley Wolves John Coffey |

### 2014
|                       | Hoofdpodium                                                 | Go-Tanpodium                                | Blossompodium                                                                                     |
| --------------------- | ----------------------------------------------------------- | ------------------------------------------- | ------------------------------------------------------------------------------------------------- |
| Vrijdag 12 september  | Nielson BLØF Kaiser Chiefs                                  | Kraantje Pappie VanVelzen                   | Dirty Colours Skip&Die Splendid                                                                   |
| Zaterdag 13 september | Dotan Chef'Special Blaudzun Caro Emerald Kensington DI-RECT | Jett Rebel DeWolff Taymir De Staat Russkaja | Wish to Be a Star Afterpartees Steak Number Eight Jacqueline Govaert Bliksem Thomas Azier Typhoon |

### 2013
|                       | Hoofdpodium                                     | Brunottipodium                                   | McBlossom Stage |
| --------------------- | ----------------------------------------------- | ------------------------------------------------ | --- |
| Vrijdag 13 september  | Douwe Bob Golden Earring Racoon                 | Handsome Poets The Opposites                     | LongStory Mister And Mississippi Navarone                                                                              |
| Zaterdag 14 september | MainStreet Kensington Laura Jansen BLØF Madness | The Virginmarys Balthazar Therapy? The Kik Goose | Into the Tune Wish to Be a Star Tessa Rose Jackson Soul Sister Dance Revolution Wende Birth of Joy John Coffey Postmen |

### 2012
|                      | Hoofdpodium                                               | Brunottipodium                                                          | McBlossom Stage                                                                                                   |
| -------------------- | --------------------------------------------------------- | ----------------------------------------------------------------------- | --- |
| Vrijdag 7 september  | Miss Montreal Selah Sue Within Temptation                 | Chef'Special De Jeugd van Tegenwoordig                                  | Why We Fight Kill It Kid School is Cool                                                                           |
| Zaterdag 8 september | Gers Pardoel Krystl Racoon Ilse DeLange Bush Guus Meeuwis | Karma to Burn Wallace Vanborn Heideroosjes Blaudzun Will and the People | Close Up Bombay Show Pig Half Moon Run The Jacks Dio Automatic Sam Rilan & The Bombardiers Anneke van Giersbergen |

### 2011
|                       | Hoofdpodium                                                            | Brunottipodium                                 | McBlossom Stage                                                               |
| --------------------- | ---------------------------------------------------------------------- | ---------------------------------------------- | ----------------------------------------------------------------------------- |
| Vrijdag 9 september   | Handsome Poets Golden Earring DI-RECT                                  | Tim Knol Go Back to the Zoo                    | Shamrock Lola Kite The Tunes                                                  |
| Zaterdag 10 september | The Opposites Jacqueline Triggerfinger Kane Caro Emerald The Baseballs | Delain Dazzled Kid De Staat DeWolff Che Sudaka | Next Best Band Nymeria Krystl Scarlet Mae The Kik Shaking Goodspeed Mamas Gun |

### 2010
|                       | Hoofdpodium                                               | Music Mayday                                                 | Blossom Stage                                                              |
| --------------------- | --------------------------------------------------------- | ------------------------------------------------------------ | -------------------------------------------------------------------------- |
| Vrijdag 10 september  | Destine Gabriella Cilmi Guus Meeuwis                      | Giovanca Caro Emerald                                        | The Shibby's Urf Runt & Rukvet No.8 All Missing Pieces                     |
| Zaterdag 11 september | Jurk! Waylon Go Back to the Zoo BLØF K's Choice Alphabeat | ReVamp Black Box Revelation Peter Pan Speedrock DI-RECT Moke | The Punctuals Moss Bazzookas Guild of Stags The Pikeys The Inspector Cluzo |

### 2009
|                       | Hoofdpodium                                                                      | Music Mayday                                                     | Blossom Stage                                                                            |
| --------------------- | -------------------------------------------------------------------------------- | ---------------------------------------------------------------- | ---------------------------------------------------------------------------------------- |
| Vrijdag 11 september  | Stereo Novastar Kane                                                             | Marike Jager Kyteman's Hiphop Orchestra                          | Unlocked Memories The Righteous and The Bad Death Letters                                |
| Zaterdag 12 september | De Jeugd van Tegenwoordig Milow VanVelzen Alain Clark Golden Earring Rowwen Hèze | Miss Montreal Drive Like Maria Heideroosjes Epica Babylon Circus | Cool Ice Crush Killers Barbarella The Deaf DeWolff Kelly's Heels New Sound Sistim Bruise |

### 2008
|                       | Hoofdpodium                                                 | Tweede podium                                              | Derde podium                                                                       |
| --------------------- | ----------------------------------------------------------- | ---------------------------------------------------------- | ---------------------------------------------------------------------------------- |
| Vrijdag 12 september  | Ellen ten Damme Krezip BLØF                                 | Stevie Ann Pete Philly & Perquisite                        | The Q! The Cohens DJ Bowy                                                          |
| Zaterdag 13 september | The Opposites Leaf Moke Within Temptation Kane Guus Meeuwis | Textures Agua de Annique Voicst Kraak & Smaak The BossHoss | Fox Anavarin Black Bottle Riot Skip Intro All Missing Pieces Natureboy Blue Velvet |

### 2007
| Alle podia |
| --- |
| BLØF · Luie Hond · The Scene · Racoon · Johan · Postman · Mister Blue Sky · Elvett · DI-RECT · VanVelzen · After Forever · Ilse de Lange · Normaal · Moke · Charlie Dée · Peter Pan Speedrock · Relax · Raymond van het Groenewoud · Skip Intro · Kyu · With Ice · Acid Soul · The Girls |